# 王潔曦
王潔曦（1989年12月12日—2015年8月9日），中國已故女演員，也曾當主持人、平面模特。

## 生平
- 毕业于北京电影学院表演系。
- 2008年在中国首部季播剧《丑女无敌》中饰演费得南女友董迎迎，同年获得亚洲之星比赛舞蹈金奖、全国十优，正式开始演艺事业。
- 2009年在韦坚执导的家庭剧《我爱龙家乐》中饰演三女儿龙佳佳。
- 2011年参演为庆祝中国共产党建党九十周年而制作的电影《建党伟业》，在片中饰演师范大学的女大学生。
- 2012年出演以青少年生活及青春励志为主题的电影《青涩记事》。
- 2013年4月2日领衔主演根据真实故事改编的夜场题材电影《妈咪》，在片中饰演陪酒女孩王若诗。
- 2014年9月6日领衔主演中国内地首部涉及符咒宿命的惊悚电影《古镇凶灵之巫咒缠身》上映，是中国首部入围蒙特利尔电影节惊悚题材的影片，王洁曦在片中饰演反派女一号王之。
- 2014年在古装历史剧《大汉贤后卫子夫》中饰演刘彻后宫的众姬妾之一滕姬。同年在古装剧《兰陵王妃》中饰演北齐第一美女、高长恭的未婚妻郑洛云。
- 2015年8月9日，因白血病去世，年仅25岁。

## 作品

### 電視劇
- 2008年：《丑女无敌》飾 董迎迎
- 2009年：《我爱龙家乐》飾 龙佳佳
- 2013年：《利箭纵横》飾 春香
- 2014年：《卫子夫》飾 滕姬
- 2015年：《我的美女老师》(網劇)飾 花娘
- 2016年：《新萧十一郎》飾 冰冰
- 2016年：《兰陵王妃》飾 郑洛云

### 電影
- 2015年：《我是奋青》飾 郭小美
- 2013年：《催眠》飾 小柔
- 2013年：《古镇凶灵之巫咒缠身》飾 王之
- 2013年：《妈咪》飾 王若诗
- 2012年：《青涩记事》飾 小梅
- 2011年：《建党伟业》飾 师范大学的女大学生

## 外部連結
- 王潔曦的新浪微博